# Olivia Dutron
Olivia Dutron, est une actrice française née le 8 septembre 1955 à Paris 14e.
Elle est la fille des comédiens Paul Guers et Rolande Ségur et la belle-fille de Darry Cowl.

## Biographie
Grande, blonde aux yeux bleu clair, Olivia Ysée Dutron joue les ingénues au cinéma dans les années 1980 principalement pour Max Pécas. Au théâtre, elle donne la réplique à des artistes comiques tels que Robert Lamoureux, Jean Lefebvre, Michel Roux, Francis Perrin, Michel Leeb, Maurice Risch, etc.
Elle prête également sa voix à de nombreuses séries télévisées et anime.

## Théâtre
- L'Histoire du soldat d'Igor Stravinsky et Charles-Ferdinand Ramuz, mise en scène Michel Favory, théâtre du Marais
- Le Médecin volant de Molière, mise en scène Christin Taguet, festivals
- Les Princes de lune, mise en scène Raymond Jemma[Où ?]
- Propriété condamnée de Tennessee Williams, Petit-Orsay
- 1978 : Topaze de Marcel Pagnol, mise en scène Jean Meyer, théâtre Saint-Georges
- 1980 : Une drôle de vie de Brian Clark, mise en scène Michel Fagadau, théâtre Antoine puis théâtre des Célestins
- 1982 : Lève-toi et rêve d'Arrabal à Avignon et au Lucernaire
- 1984 : Le Bluffeur de Marc Camoletti, mise en scène de l'auteur, théâtre de la Michodière puis théâtre des Variétés
- 1988 : Mais qui est qui ?, mise en scène Michel Roux, théâtre des Nouveautés
- 1990-1991 : Les Précieuses ridicules de Molière, mise en scène Francis Perrin, théâtre Montansier
- 1992 : Faites comme chez nous, mise en scène Daniel Colas d'après Les coucous de Guy Grosso et Michel Modo
- 1993 : Le Canard à l'orange de William Douglas Home, mise en scène Pierre Mondy et Alain Lionel, théâtre Daunou
- 1993 : Durant avec un T de Julien Vartet, mise en scène Daniel Colas, théâtre Édouard VII
- 1994 : Décibel de Julien Vartet, mise en scène Gérard Savoisien, théâtre Édouard VII
- 1995 : Le Patron
- 1996 : Tromper n'est pas jouer, mise en scène Daniel Colas, théâtre Saint-Georges
- 1997 : Le Bourgeois gentilhomme de Molière, mise en scène Gérard Savoisien, théâtre de Boulogne-Billancourt
- 1998 : Le Malade imaginaire de Molière, mise en scène René Camoin
- 1999 : Coup double, mise en scène Maurice Risch
- 2000 : Qui a tué le général ? de Victor Haïm, Festival de Pau
- 2002 : Une île au Texas, mise en scène François Brincourt, théâtre Montmartre-Galabru
- 2003-2004 : Jamais deux sans toi, mise en scène Maurice Risch
- 2009 : Vacances de rêve, mise en scène de Francis Joffo
- 2010 : Ma femme est parfaite, mise en scène d'E. Hénon
- 2013 : Couple en danger d'Éric Assous, Petit-Hebertot
- 2020 : Double jeu de Brigitte Massiot, mise en scène Olivier Macé, théâtre du Gymnase

## Filmographie

### Cinéma
- 1979 : On est venu là pour s'éclater de Max Pécas
- 1980 : Mieux vaut être riche et bien portant que fauché et mal foutu de Max Pécas
- 1981 : Le Guépiot de Joska Pilissy
- 1981 : Belles, blondes et bronzées de Max Pécas
- 1982 : On n'est pas sorti de l'auberge de Max Pécas
- 1983 : Les Branchés à Saint-Tropez de Max Pécas
- 1984 : Brigade des mœurs de Max Pécas
- 1984 : Aldo et Junior de Patrick Schulmann
- 2008 : Le Jour où Ségolène a gagné de Nicolas Pariser

### Télévision
- 1977 : Un comique-né de Michel Polac
- 1980 : Histoire d'amour et intrigue d'Abder Isker
- 1980 : La double vie de Théophraste Longuet de Yannick Andreï
- 1981 : La Marquise de Sévigné d'André Leroux
- 1982 : Merci Bernard de Jean-Michel Ribes, Jean-Pierre Desagnat
- 1983 : Emmenez-moi au théâtre : La Soupière de Robert Lamoureux, réalisation Paul Planchon
- 1987-1988 : Collaricocoshow de Stéphane Collaro
- 1986 : Loft Story de Boramy Tioulong et Stéphane Bertin (30 épisodes)
- 1992 : Léo et Léa  de Jean-Daniel Bonnin et Pascal Goethals
- 1992 : L'Homme de mes rêves de Georges Lautner
- 1993 : Faites comme chez vous de Daniel Colas
- 2010 : Préjudices de F. Berthe
- 2010 : Faites comme chez vous de J.-M. Thérin
- 2012 : Lignes de vie d'Adeline Darraux, Jeanne Biras et Emmanuelle Duberger

## Doublage

### Cinéma

#### Films
- 1982 : Ténèbres : Maria Alboretto (Lara Wendel)
- 1983 : Christine : Leigh Cabot (Alexandra Paul)
- 2007 : Stuck : Tanya (Rukiya Bernard)
- 2009 : The Human Centipede (First Sequence) : Lindsay (Ashley C. Williams)
- 2024 : Irish Wish : ? (?)
- 2025 : My Oxford Year : Mme De La Vega (Romina Cocca)

#### Films d'animation
- 1973[2] : Devilman contre Mazinger Z : Calliste
- 1974 : Mazinger Z contre le Général Dark : Calliste
- 1976 : Goldorak : L'Attaque du Dragosaure : Calliste
- 1997 : Kenshin le vagabond, le film[3] : Toki
- 2000[4] : Sakura, chasseuse de cartes, le film : La Carte scellée : Sandrine, Carte du néant
- 2004 : Mind Game : Yan
- 2006 : La Traversée du temps : Kazuko Yoshiyama
- 2009 : Eureka Seven, le film : Talho
- 2009 : Drôle de Grenier ! : Madame Curie
- 2009 : Evangelion: 2.0 You Can (Not) Advance : Ritsuko Akagi (1er doublage)
- 2011 : Tekken: Blood Vengeance : Mokujin
- 2012 : Evangelion: 3.0 You Can (Not) Redo : Ritsuko Akagi (1er doublage)
- 2019 : Code Geass: Lelouch of the Re;surrection : Cécile Croomy
- 2020 : Le Dragon argenté (en) : voix additionnelles
- 2024 : Monsters : L'Enfer du dragon volant aux 103 passions : voix additionnelles

### Télévision

#### Téléfilms
- 2023 : Un Noël à sauver : Ann (Marcia Bennett)

#### Séries télévisées
- Mary Scheer (en) dans : 
  - iCarly (2007-2012) : Marissa Benson (28 épisodes)
  - Sam et Cat (2014) : Marissa Benson (épisode 23)
  - iCarly (2021-2023) : Marissa Benson (12 épisodes)
- 1999 : Commissaire Montalbano : Livia Burlando (Katharina Böhm)
- 2001 : Stargate SG-1 : Ren'al (Jennifer Calvert (en))
- 2001 : Inspecteur Barnaby : Janet Reason (Kim Thomson (en)) (saison 4, épisode 5)
- 2007 : iCarly : Linda Peeloff (Lise Simms)
- 2023 : Ahsoka : Lakesis (Jane Edwina Seymour)
- 2023 : Une famille vraiment Loud : la proviseure Ramirez (Susie Castillo) (saison 1, épisode 14)

#### Séries d'animation
- 1992-1994[n 1] : Yū Yū Hakusho : Kuruko et Natsume
- 1993-2004 : Hello Kitty Raconte : voix additionnelles
- 1995-1996 : Neon Genesis Evangelion : la mère d'Asuka (scènes "director's cut")
- 1996-1998[n 2] : Kenshin le vagabond : Ayame-chan
- 1997-1999[n 3] / 2025 : Les Rois du Texas : Bobby Hill (1re voix, saisons 1 à 3) et Minh (saison 14)
- 1998-1999 : Master Keaton : Jennifer Hart (épisode 29), la mère de Kayoko et Kayoko enfant (épisode 32), Pai Lin (épisode 37) et Karen Wolf (épisode 38)
- 1999 : Hunter × Hunter : Menchi
- 1999-2000 : Gate Keepers : Kazuko Ukiya (mère de Shun)
- 1999-2000 : Great Teacher Onizuka : Mlle Fujimori et Mme Uehara
- 1999-2001[n 3] : Excel Saga : Hyatt
- 1999-2013 : Futurama : Linda la présentatrice, mère de Leela (saisons 6 et 7)
- 2001 : Noir : Alténa
- 2001-2002 : Final Fantasy: Unlimited : Fabula, Orchide, Aura
- 2002 : .hack//SIGN : Morgana
- 2002-2003 : Captain Herlock: The Endless Odyssey : Kei Yuki
- 2002-2012 : Arthur : Molly Crosswire et la mère de Binky (saisons 7 à 15)
- 2004 : Mai-HiME : Fumi Himeno
- 2004 : Gokusen : Sayuri Kumai
- 2006 : Nana : Reira
- 2006 : Area 88 : Kitori Palanef
- 2006 : Blanche : ?
- 2006-2007 : Une fusée d'enfer : Frankie Duracuire
- 2006-2008 : Code Geass : Cécile Croomy
- 2006-2009 : Kilari : Ashi
- 2007-2009 : Les Faucons de l'orage : Cyclonis
- 2007-2011 : Ni Hao, Kai-Lan : Tolee
- 2008-2009 : Vampire Knight : Ichiru Kiryu (enfant), Shizuka Hiō, Maria Kurenai, Rima Tōya
- 2008 : One Piece : Lady Alvida (2e voix, épisode 145), Lily, Mousse, Jessica, Kalifa, Makino (2e voix, épisode 279), Carotte (2e voix, depuis l'épisode 291), Bao, Sayo, O-Mao, Boa Hancock (1re voix, épisodes 409 à 522), Luigia, Curly Dadan, Journaliste d'Alabasta (épisode 511), Wadatsumi (épisodes 525 à 566), Lulis
- 2009-2011[5] : Sawako : voix additionnelles
- 2010 : Le Petit Prince : Opéra (planète des Amicopes)
- 2010 : Samson et Néon : Ali, Gladys et voix additionnelles
- 2010-2015 : Umizoomi : le petit fantôme et le garde souris
- 2011 : Mon ami Grompf : la grand-mère paternelle d'Arthur
- 2011 : Tiger et Bunny : Kriem
- 2012 : Tickety Toc : Chickadee et Lopsiloo
- 2012-2014 : Psycho-Pass : Kaori Minase, Mizue Shisui, Maki Shimizu
- 2013-2021 : L'Attaque des Titans : Nanaba
- 2014-2015[n 4] : JoJo's Bizarre Adventure : Stardust Crusaders : Suzie Q
- 2014-2021 : Seven Deadly Sins : Veronica Liones, Gelda, Melascula, Viviane, Orlondi, Cath, Freesia et la mère de Pelliot
- 2019-2022 : Bienvenue chez les Casagrandes : Frida Puga-Casagrande et Mama Lupe
- 2021 : Les Maîtres de l'univers : Révélation : Tila
- 2022 : Bad Exorcist : voix additionnelles
- 2022 : Coma héroïque dans un autre monde : voix additionnelles
- depuis 2023 : Ruben et Cie (en) : Mme Greatway et Molly (premiers épisodes)
- 2024 : Four Knights of the Apocalypse : Gelda (saison 2)
- 2025 : Dandadan : Juriko (version ADN)

### Jeux vidéo
- 2017 : South Park : L'Annale du destin : voix additionnelles
- 2018 : Assassin's Creed Odyssey : Sotera
- 2023 : PAW Patrol World - La Pat' Patrouille : la première citoyenne
- 2024 : Final Fantasy VII Rebirth : voix additionnelles